# Duke of Buccleuch

Wappen des heutigen 10. Duke of Buccleuch, 12. Duke of Queensberry

Duke of Buccleuch [bəˈkluː] ist ein erblicher britischer Adelstitel in der Peerage of Scotland.
Der Titel ist nach dem Weiler Buccleuch in der Nähe von Selkirk, Scottish Borders, benannt.
Der jeweilige Duke ist erblicher Clan Chief des Clan Scott.

## Verleihung der Titel
Der Titel wurde am 20. April 1663 für James Scott, 1. Duke of Monmouth, einen nichtehelichen Sohn des englischen Königs Charles II. geschaffen, der Anne Scott, 4. Countess of Buccleuch, geheiratet hatte.
Diese wurde am selben Tag ebenfalls zur Duchess aus eigenem Recht ernannt. Dies hatte zur Folge, dass der Titel nicht erlosch, als Monmouth wegen Hochverrates nach dem Scheitern der Monmouth Rebellion hingerichtet wurde, weil er nach dem Tod seines Vaters 1685 nach der Königskrone gegriffen hatte. Derartige Verleihungen von Adelstiteln an Frauen waren in Schottland, anders als in England und Irland, zwar selten, jedoch nicht ungewöhnlich.
Die Familie Scott zählt damit zu den „Bastardlinien“ des königlichen Hauses Stuart, ebenso wie die gleichfalls von illegitimen Söhnen Karls II. abstammenden Familien FitzRoy (Herzöge von Grafton), Beauclerk (Herzöge von St. Albans) und Lennox (Herzöge von Richmond und Gordon) sowie ferner die vom Bruder Karls II. abstammenden katholischen Fitz-James (Herzöge von Berwick, Herzöge von Alba usw.)

## Weitere Titel
Im Jahre 1810 erbte der 3. Duke den Titel Duke of Queensberry, auch in der Peerage of Scotland, während der Titel des Marquess of Queensberry auf einen anderen Verwandten überging. Seit dieser Zeit ist der jeweilige Duke einer von nur fünf Männern im Vereinigten Königreich, die zwei oder mehr Dukedoms innehaben.

## Nachgeordnete Titel
Die nachgeordneten Titel des Dukedoms lauten: Earl of Buccleuch (geschaffen 1619), Earl of Dalkeith (geschaffen 1663), Lord Scott of Buccleuch (geschaffen 1606) und Lord Scott of Whitchester and Eskdaill (geschaffen 1619), alle in der Peerage of Scotland.
Der Duke trägt außerdem zwei nachgeordnete Titel des Duke of Monmouth, nämlich Earl of Doncaster (geschaffen 1663) und Baron Scott of Tindale (geschaffen 1663), beide in der Peerage of England. Diese waren zunächst nach dem Hochverrat des Duke of Monmouth eingezogen worden, wurden jedoch 1742 dem zweiten Duke wieder übertragen.
Schließlich gehören zum Titel des Duke of Queensberry die nachgeordneten Titel Marquess of Dumfriesshire (geschaffen 1683), Earl of Drumlanrig and Sanquhar (geschaffen 1682), Viscount of Nith, Tortholwald and Ross (geschaffen 1682) und Lord Douglas of Kilmount, Middlebie and Dornock (geschaffen 1682), alle in der Peerage of Scotland.
Der älteste Sohn des jeweiligen Dukes verwendet den Höflichkeitstitel Earl of Dalkeith, dessen ältester Sohn denjenigen des Lord Eskdaill.

## Vermögen
Der jetzige Duke of Buccleuch ist der größte private Landeigentümer im Vereinigten Königreich. Sein Vermögen von etwa 450 Millionen Pfund ist im Wesentlichen in der Buccleuch Gruppe konzentriert, die schwerpunktmäßig in den Bereichen Immobilien, Landwirtschaft, Lebensmittel und Getränke tätig ist. Sein Landbesitz wird auf ca. 110.000 ha geschätzt.
Die Landsitze der Familie sind Bowhill House, in der Nähe von Selkirk, das Stammsitz der Familie Scott ist; Drumlanrig Castle in Dumfries and Galloway, das ein Stammsitz der Familie Douglas war; und Boughton House in Northamptonshire, England, Stammsitz der Familie Montague. Diese drei Schlösser werden auch heute noch von der Familie bewohnt, können aber auch teilweise besichtigt werden. Dalkeith House in Midlothian, ebenfalls ein alter Sitz der Douglas, wurde 1642 erworben und steht ebenfalls noch im Eigentum der Familie Scott, ist aber vermietet. Zum ehemaligen Douglas-Besitz gehört auch die Ruine von Morton Castle. In der Vergangenheit hat die Familie verschiedene andere Landsitze, Schlösser und Burgen besessen, so als Londoner Residenzen die Montagu Houses in Bloomsbury und in Whitehall.

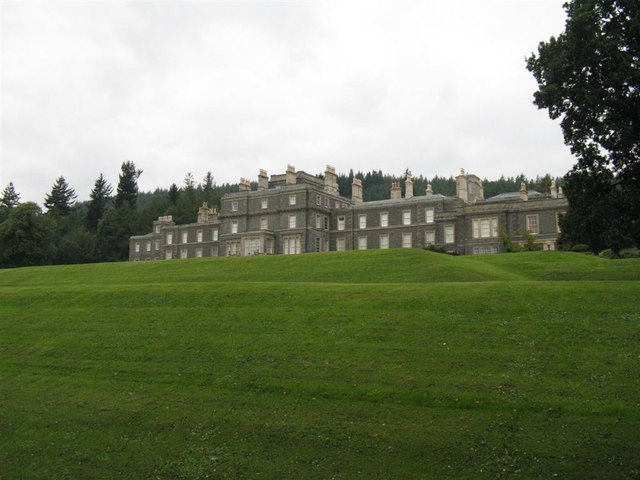
Bowhill House
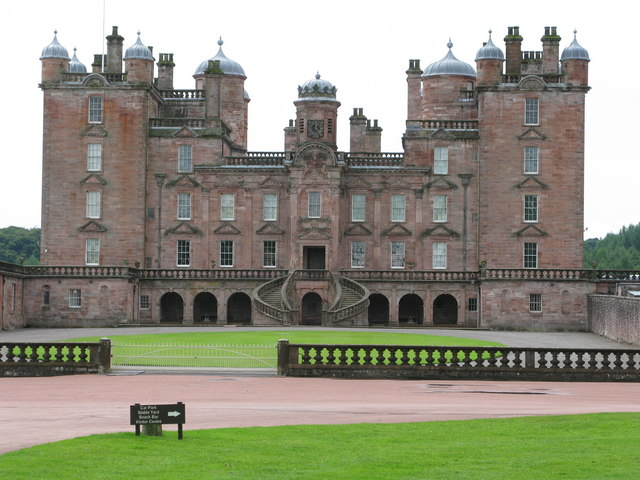
Drumlanrig Castle
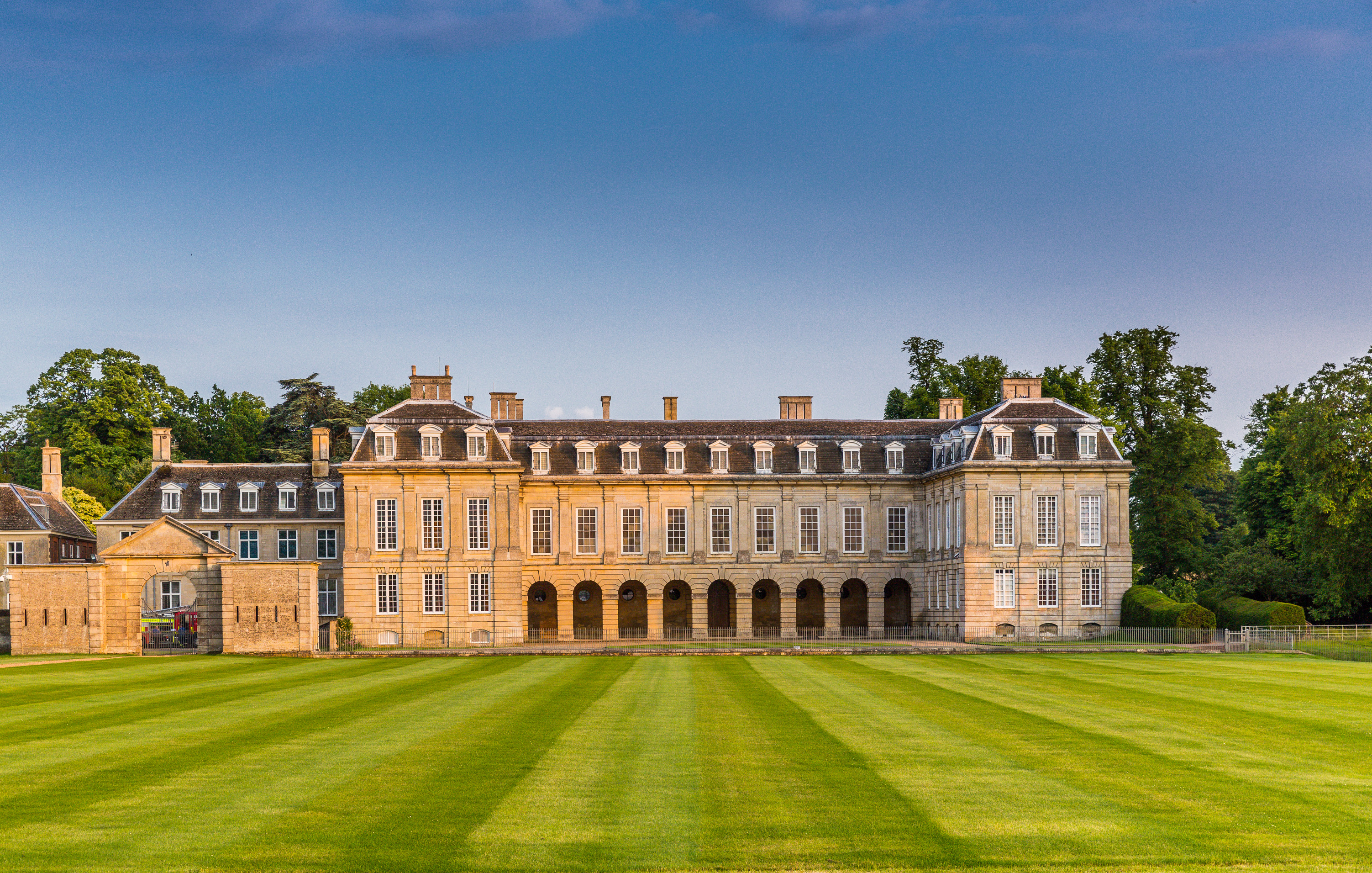
Boughton House
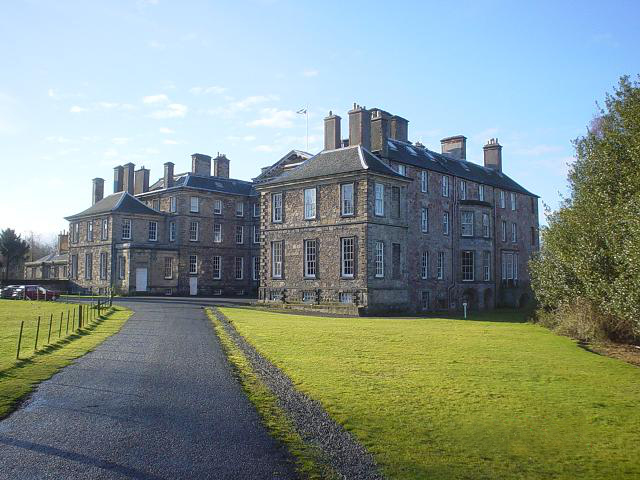
Dalkeith House
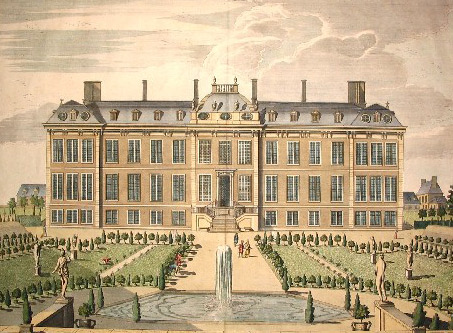
Montagu House, Bloomsbury, London (1840 abgerissen)
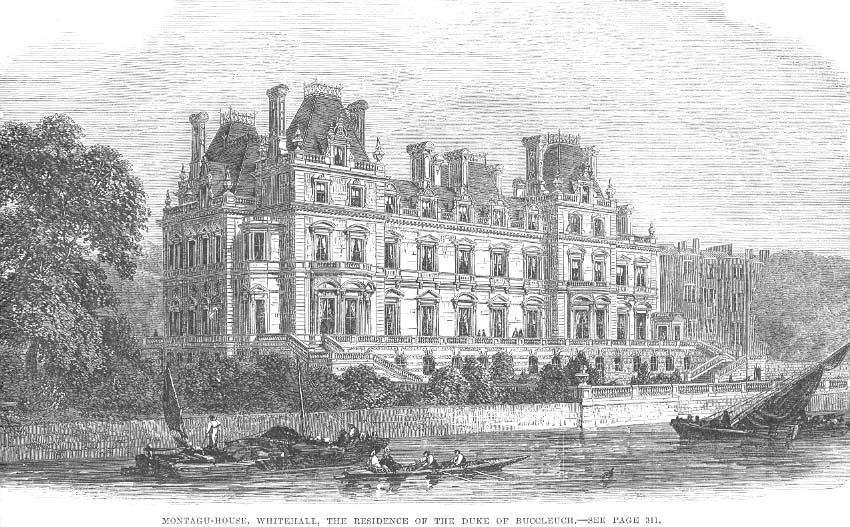
Montagu House, Whitehall, London (1949 abgerissen)

## Liste der Titelträger

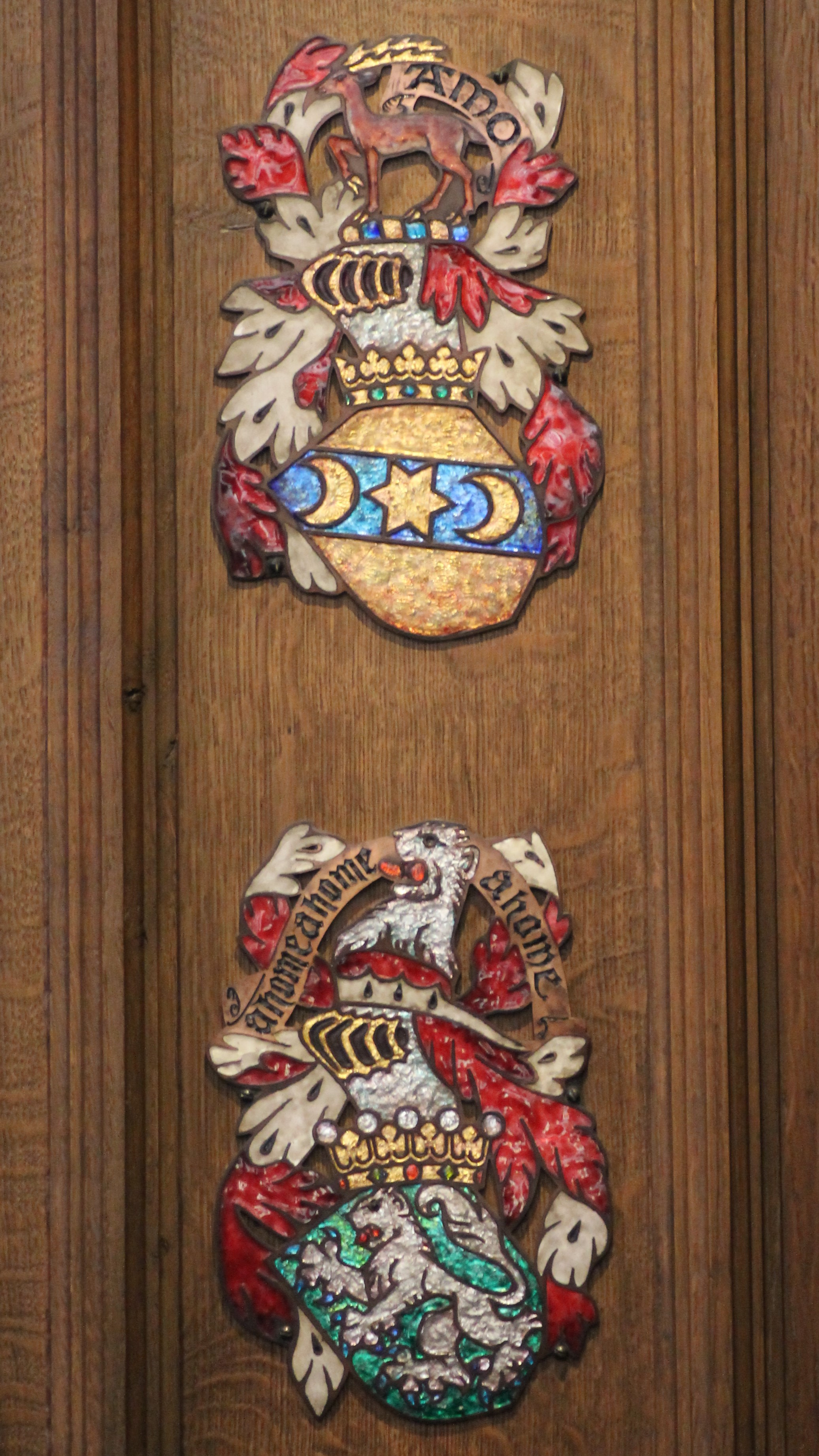
Wappen des Duke of Buccleuch (und des Earl of Home) in der Thistle Chapel

### Lords Scott of Buccleuch (1606)
- Walter Scott, 1. Lord Scott of Buccleuch (1565–1611)
- Walter Scott, 2. Lord Scott of Buccleuch († 1633) (wurde 1619 zum Earl of Buccleuch erhoben)

### Earl of Buccleuch (1619)
- Walter Scott, 1. Earl of Buccleuch († 1633)
- Francis Scott, 2. Earl of Buccleuch (1626–1651)
- Mary Scott, 3. Countess of Buccleuch (1647–1661)
- Anne Scott, 4. Countess of Buccleuch (1651–1732) (wurde 1663 zur Duchess of Buccleuch erhoben)

### Duke of Buccleuch, erste Verleihung (1663)
- James Scott, 1. Duke of Monmouth, 1. Duke of Buccleuch (1649–1685) (entzogen)

### Duke of Buccleuch, zweite Verleihung (1663)

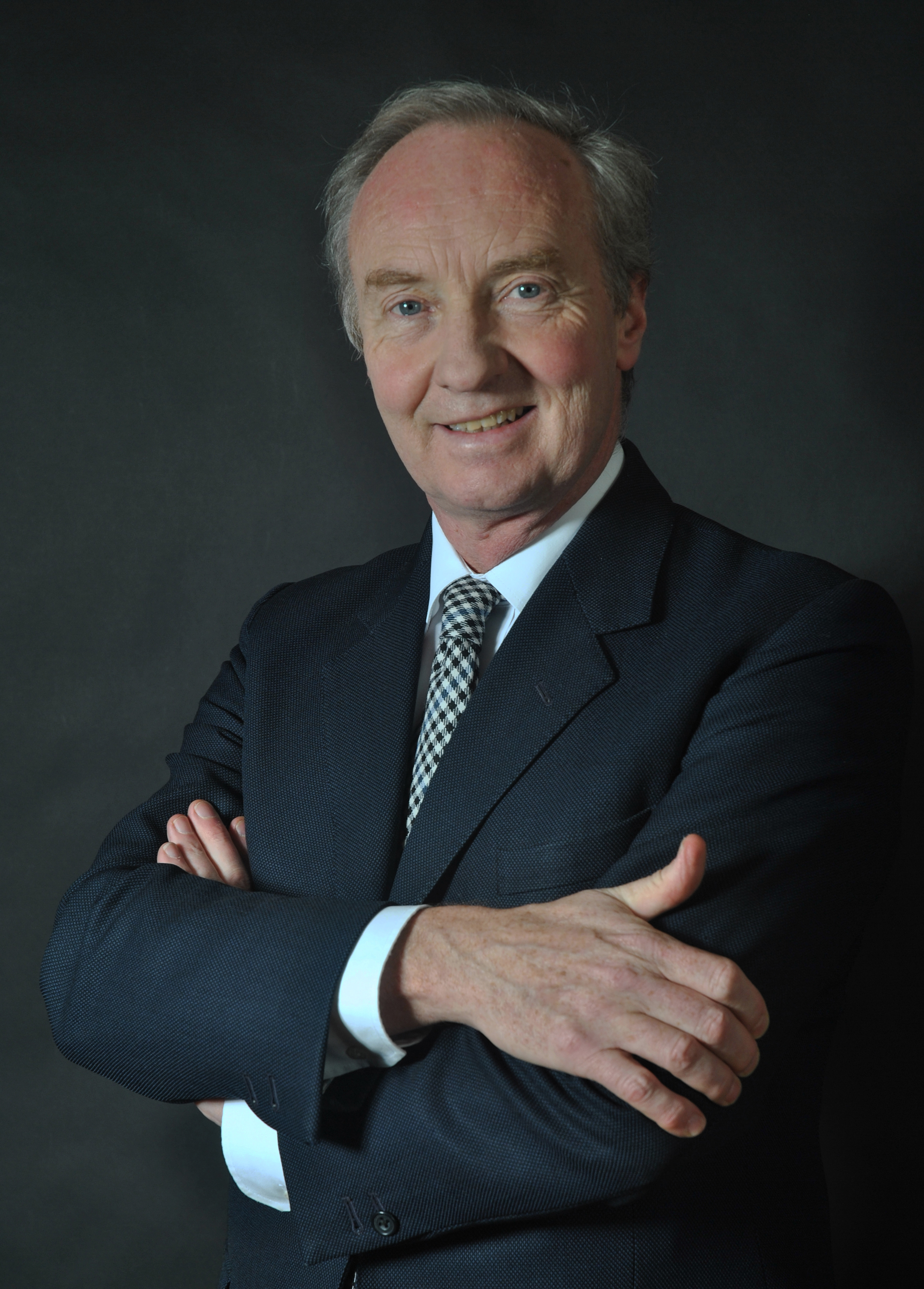
Richard Scott, 10. Duke of Buccleuch

- Anne Scott, 1. Duchess of Buccleuch (1651–1732)
- Francis Scott, 2. Duke of Buccleuch (1695–1751)
- Henry Scott, 3. Duke of Buccleuch, 5. Duke of Queensberry (1746–1812)
- Charles Montagu-Scott, 4. Duke of Buccleuch, 6. Duke of Queensberry (1772–1819)
- Walter Montagu-Douglas-Scott, 5. Duke of Buccleuch, 7. Duke of Queensberry (1806–1884)
- William Montagu-Douglas-Scott, 6. Duke of Buccleuch, 8. Duke of Queensberry (1831–1914)
- John Montagu-Douglas-Scott, 7. Duke of Buccleuch, 9. Duke of Queensberry (1864–1935)
- Walter Montagu-Douglas-Scott, 8. Duke of Buccleuch, 10. Duke of Queensberry (1894–1973)
- John Scott, 9. Duke of Buccleuch, 11. Duke of Queensberry (1923–2007)
- Richard Scott, 10. Duke of Buccleuch, 12. Duke of Queensberry (* 1954)

Titelerbe (Heir Apparent) des Dukes ist sein Sohn, Walter Scott, Earl of Dalkeith (* 1984).

## Sonstiges
- Sir Walter Scott, 1. Baronet, ist ein direkter Abkömmling der Lords of Buccleuch. Sein berühmtes Gedicht The Lay of the Last Minstrel behandelt die Familiengeschichte.
- Alice, Duchess of Gloucester, war eine Tochter des 7. Duke of Buccleuch. Sie heiratete 1935 Prince Henry, 1. Duke of Gloucester, den dritten Sohn von König Georg V.